# Eppinger Gäu
Das Eppinger Gäu ist eine Landschaft innerhalb des Naturraums Kraichgau in Baden-Württemberg. Seinen Namen hat es von der Stadt Eppingen im Landkreis Heilbronn.

## Allgemeine Standortbeschreibung
Das flachgewellte Hügelland des Eppinger Gäus liegt als Teil des Lein-Elsenz-Hügellandes im Südosten des Kraichgaus. Es wird im Nordwesten vom Rücken des Eichelbergs begrenzt, im Südosten hebt sich mit einer deutlichen Stufe die dem benachbarten Naturraum Strom- und Heuchelberg zugehörige Eppinger Hardt ab. Im Westen und Osten fehlt eine klare Grenze.
Die Gäulandschaft wird als fruchtbares, lössbedecktes Muschelkalk-Keuper-Gebiet charakterisiert. Sie wird überwiegend agrarisch genutzt, ist waldarm und gehört zum Altsiedelland.

## Historische Betrachtung
Wenngleich unklar ist, ob der Gau schon als Bezeichnung für einen landschaftlich geschlossenen Siedlungsraum der Germanen gedient hat (eine Fehldeutung der historischen Forschung des 18. und 19. Jahrhunderts wird diskutiert), dient der Begriff bis heute als allgemeine Bezeichnung von Regionen als Landschaft oder Verwaltungseinheit.
Im vorliegenden Falle kann die Benennung in der Variante "Gäu" seit einiger Zeit als verbürgt betrachtet werden, wobei sie sich vornehmlich auf die naturräumliche Gliederung bezieht (urbare Fläche, im Gegensatz zur "Hardt").

## Geologischer Untergrund
Gesteine des oberen Trias (Trias = Erdmittelalter, 225 bis 191 Millionen Jahre) bilden den geologischen Untergrund: Muschelkalk und Keuperschichten. Eine Decke von Löss und Lösslehm überzieht einen Großteil des Eppinger Gäus.

## Oberflächenform
Man geht davon aus, dass mit Beginn des Quartärs (vor rund 2 Millionen Jahren) die groben landschaftlichen Strukturen des Eppinger Gäus bereits bestanden haben. Während des Pleistozäns (vor rund 2 Millionen bis 10 000 Jahren) erfuhren diese Strukturen eine Überprägung, das heißt vor allem durch die Lössablagerung. Winde verlagerten Staubpartikel aus dem trockenen Rheinflussbett nach Osten in das Eppinger Gebiet.
Der Wechsel von Voll- und Hohlform prägen das Landschaftsbild des Eppinger Gäus. Zwischen den lössbedeckten Rücken und Kuppen mit Höhen zwischen 220 und 260 m über Normalnull sind meist tiefe Mulden eingeschnitten.

## Klima
Der Kraichgau und ebenso das Eppinger Gäu als Untereinheit besitzen eine Übergangsstellung zwischen maritimem und kontinentalem Klima. Winde aus Westen und Südwesten führen ganzjährig feuchte Luftmassen herbei. Ein Niederschlagsmaximum in den Sommermonaten und ein zweites, schwächer ausgebildetes Niederschlagsmaximum in den Wintermonaten zeigen die Übergangsstellung. Die mittlere jährliche Niederschlagsmenge beträgt 700–750 mm.
Die mittleren Monatstemperaturen in den extremsten Monaten Januar und Juli betragen 0 Grad Celsius und 18 Grad Celsius. Betrachtet man das sogenannte Wuchsklima, so zeigt sich, dass das Eppinger Gäu eine begünstigte Landschaft darstellt. Ein warmes Obstklima umfasst das ganze Gebiet, vereinzelt herrscht sogar ein günstigeres Wein-Obst-Klima.

## Vegetation
Die „natürliche“ Vegetation, das heißt diejenige Vegetation, die sich ohne menschlichen Einfluss einstellen würde, ist der Buchenwald. Die agrarische Nutzung hat den Waldbestand auf kleine inselartige Flächen zurückgedrängt.

## Boden
Unter Boden versteht man „das Umwandlungsprodukt, das im Kontaktbereich von Atmosphäre, Hydrosphäre, Biosphäre und Lithosphäre aus anorganischen und organischen Stoffen hervorgeht und höheren Pflanzen als Standort dienen kann.“ (Bischoff, S. 286)
Auf weiten Teilen des Eppinger Gäus entwickelten sich auf Löss und seinen Verwitterungsprodukten nährstoffreiche Böden. Zu berücksichtigen ist aber, dass die nach der Rodungszeit einsetzende Bodenerosion der dafür anfälligen Lössgebiete auch flachgründige, kalkhaltige Böden entstehen ließ.

## Naturräumliche Systematik
In der Systematik des Handbuchs der naturräumlichen Gliederung Deutschlands erscheint das Eppinger Gäu mit der Kennziffer 125.13 als Untereinheit des Naturraums Kraichgau (125),
der seinerseits eine Haupteinheit des Naturraums Neckar- und Tauber-Gäuplatten (125) im Südwestdeutschen Schichtstufenland bildet.